# Lipinia inexpectata
Lipinia inexpectata är en ödleart som beskrevs av  Das och AUSTIN 2007. Lipinia inexpectata ingår i släktet Lipinia och familjen skinkar. Inga underarter finns listade i Catalogue of Life.